# Бакместер, Уолтер
Уолтер Селби Бакместер (англ. Walter Selby Buckmaster; 16 октября 1872, Кингстон, Суррей, Англия, Британская империя — 30 октября 1942, Уорик, Англия, Британская империя) — британский игрок в поло, серебряный призёр летних Олимпийских игр 1900 и 1908.
На Играх 1900 Бакместер входил в состав третьей смешанной команды, которая сразу прошла в полуфинал, где выиграла у мексиканской сборной и прошла в финал. В заключительном матче она проиграла другой смешанной команде, и получила серебряные медали.
На Играх 1908 его команда в единственном матче проиграла другой британской сборной, но, так как участвовало мало команд, она получила серебряные награды, и Бакместер стал уже двукратным призёром.